# Mutter-Beethoven-Haus

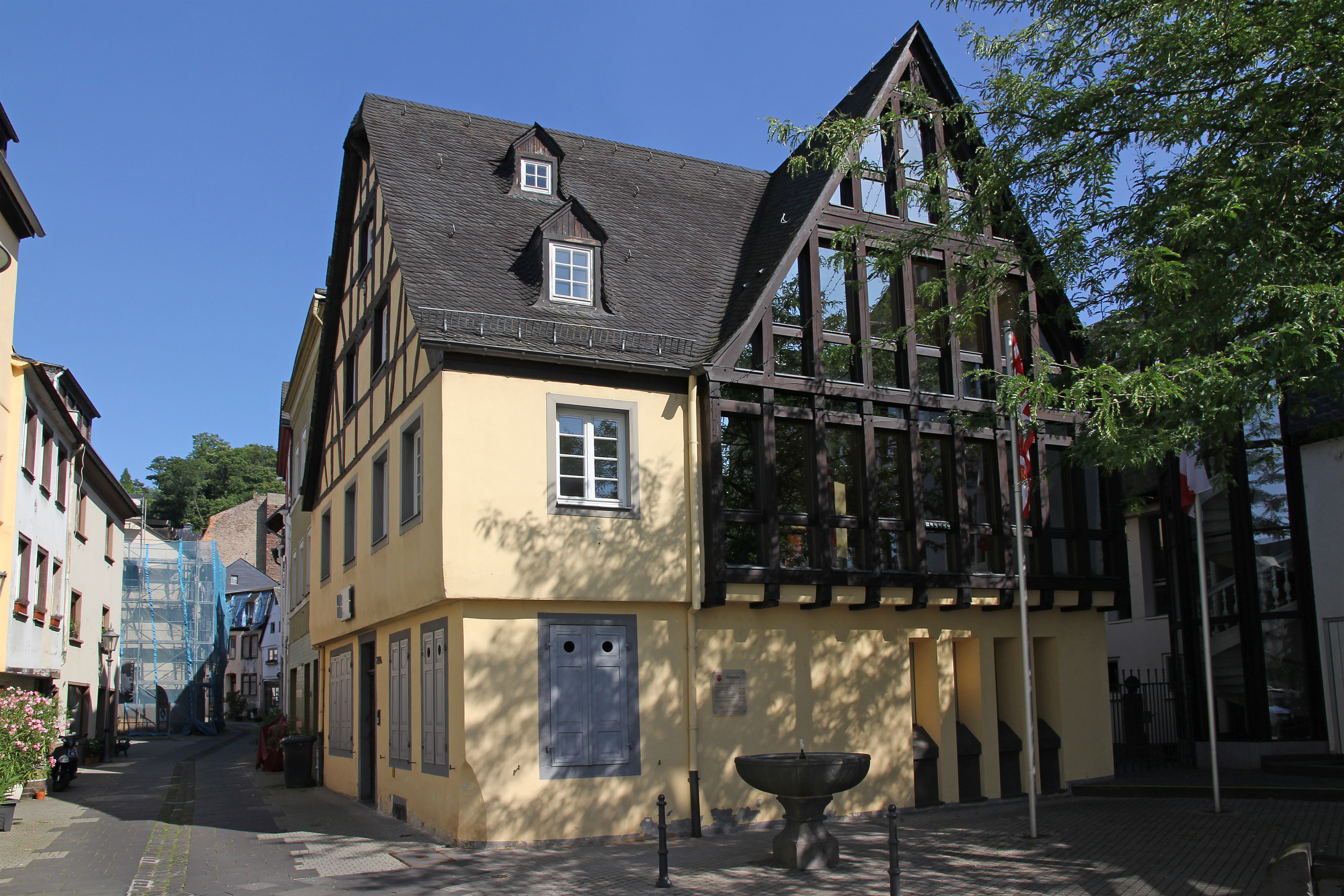
Das Mutter-Beethoven-Haus in Koblenz-Ehrenbreitstein

Das Mutter-Beethoven-Haus in Koblenz ist das Geburtshaus von Maria Magdalena Keverich, der Mutter des Komponisten Ludwig van Beethoven, in dem seit 1975 ein Museum eingerichtet ist. Das Haus aus dem 17. Jahrhundert ist bis heute im Ortskern von Ehrenbreitstein erhalten geblieben.

## Geschichte
Das Gebäude soll noch aus der Zeit vor dem großen Ehrenbreitsteiner Stadtbrand von 1636 stammen. In dem Haus wurde am 19. Dezember 1746 Maria Magdalena Keverich geboren. Ihr Vater war Oberhofkoch im Dienste der Trierer Kurfürsten, die im Schloss Philippsburg in Ehrenbreitstein residierten.
Vermutlich schon einige Jahre vorher war das Gebäude umgestaltet worden: Das ursprüngliche Fachwerk wurde überputzt, die Fenster vergrößerte man, vielleicht entstand in diesem Zusammenhang bereits ein Hinterhaus, das aber nicht mit dem Vordergebäude verbunden war.
In dem alten Gebäude wurde 1975 nach einer ersten Renovierung ein Museum als Beethoven-Gedenkstätte im Mutter-Beethoven-Haus eröffnet. Im Zuge einer Sanierung musste es 1985 bis auf das Erdgeschoss abgebrochen und anschließend, soweit möglich unter Verwendung der alten Materialien, wieder aufgebaut werden. Die ursprünglich durch ein 1984 abgebranntes Nachbarhaus verdeckte Westfront sowie das Hinterhaus wurden dabei modern gestaltet, im Hinterhaus fanden ein Kammermusiksaal, weitere Ausstellungsräume und sanitäre Einrichtungen Platz. Vor dem Gebäude wurde 2008 ein alter, aus Ehrenbreitstein stammender Brunnen aufgestellt.
Das Museum stellt die Geschichte Ehrenbreitsteins und der Familie Keverich dar. Zu Beethoven selbst finden sich Ausstellungen über seine Jugendzeit, seine Freundschaften unter anderem mit Franz Gerhard Wegeler und seine Zeit in Wien. Weitere Künstler, denen sich das Museum widmet, sind die mit Koblenz verbundenen Sophie von La Roche, Clemens Brentano, Bettina von Arnim und Henriette Sontag. Im ersten Stockwerk findet sich ein mit Möbeln des Biedermeier im Stil der Zeit Beethovens eingerichteter Raum, daneben werden Wechselausstellungen gezeigt. Die aktuellen Ausstellungen werden in dieser Form seit der Neueröffnung am 12. Mai 2001 durch das Mittelrhein-Museum Koblenz betreut.
Der gemeinnützige Verein „Förderer Mutter-Beethoven-Haus e. V.“ gründete sich 2011 mit dem Ziel, das Mutter-Beethoven-Haus kulturell zu beleben.

## Bau
Das Mutter-Beethoven-Haus besitzt ein massives Erdgeschoss, über dem sich ein leicht auskragendes Fachwerkobergeschoss mit einem zweigeschossigen Giebel und ein Krüppelwalmdach erhebt. Das Aussehen des Gebäudes wird heute wesentlich durch die Sanierung 1985 geprägt: Das seit dem 18. Jahrhundert verputzte Fachwerk des Giebels zur Wambachstraße wurde dabei teilweise wieder freigelegt, die Veränderung der Fenster aus der gleichen Zeit aber beibehalten. Die ursprünglich durch ein Nachbarhaus verdeckte Westfront zeigt sich mit einem Giebel in neuem verglastem Fachwerk. Im Inneren wurde die hölzerne Wendeltreppe mit geschnitzten Stufen wieder eingebaut. Das Hinterhaus wurde in damals modernen Formen neu errichtet und mit dem Vorderhaus verbunden, wiederverwendet, aber ebenfalls stark erneuert, wurde eine aufwändige Wendeltreppe die seither durch eine Glaskonstruktion vor der Witterung geschützt ist. Trotz des weitgehenden Neubaus während der Sanierung gibt das heutige Gebäude noch die historisch gewachsene Form wieder, andererseits lassen sich viele Details der Baugeschichte nicht mehr nachvollziehen.

## Denkmalschutz
Das Mutter-Beethoven-Haus ist ein geschütztes Kulturdenkmal nach dem Denkmalschutzgesetz (DSchG) und in der Denkmalliste des Landes Rheinland-Pfalz eingetragen. Es liegt in Koblenz-Ehrenbreitstein in der Wambachstraße 204.
Seit 2002 ist das Mutter-Beethoven-Haus Teil des UNESCO-Welterbes Oberes Mittelrheintal.